# Jezdegerd I
Jezdegerd I – władca Persji z dynastii Sasanidów (399 – 420), syn Szapura III.
Imię "Jezdegerd" było używane przez trzech królów Sasanidów i kilka znanych postaci z okresu Sasanidów i późniejszych. Wywodzi się od słów "Jazad" oznaczającego 'istotę boską' i "-karta" oznaczającego 'zrobiony', co oznacza 'stworzony przez Boga'. Jezdegerd I, znany jako "Grzesznik" lub "Wygnaniec", był postrzegany jako tyran przez źródła Sasanidów z powodu surowych rządów, ale był również odbierany pozytywnie za tolerancję religijną i próby ograniczenia władzy arystokracji. Podczas jego panowania utrzymywał pokój z Bizantyjczykami i początkowo wspierał chrześcijańskich poddanych. Śmierć Jezdegerda jest otoczona mitami, z twierdzeniami, że został zabity przez boskiego konia. Jego odejście doprowadziło do sporów o tron wśród jego synów.